# Tổ chức Tài chính Quốc tế (Nhóm Ngân hàng Thế giới)
Tổ chức Tài chính Quốc tế (tiếng Anh: International Finance Corporation, thường được gọi tắt là IFC), thành viên của Nhóm Ngân hàng Thế giới, là một tổ chức tài chính và phát triển quốc tế chuyên cung cấp các dịch vụ đầu tư, tư vấn và quản lý tài sản nhằm khuyến khích phát triển khu vực tư nhân ở các nước đang phát triển. IFC có trụ sở tại Washington, D.C., Hoa Kỳ.
Đây là tổ chức phát triển quốc tế lớn nhất thế giới chuyên tập trung vào khối doanh nghiệp tư nhân. Nó cung cấp một loạt các dịch vụ tài trợ nợ và vốn cổ phần, đồng thời giúp các công ty giảm thiểu rủi ro và cải thiện năng lực quản trị. IFC tư vấn cho chính phủ nhiều nước về xây dựng cơ sở hạ tầng và mở rộng quan hệ đối tác công-tư nhằm đẩy mạnh sự phát triển của khối khu vực tư nhân. IFC cũng tư vấn cho các doanh nghiệp và tổ chức kinh tế trong việc đưa ra các quyết định kinh doanh cũng như đánh giá tác động đối với môi trường và xã hội.
IFC được đánh giá hàng năm bởi các tổ chức kiểm toán độc lập. Tổng vốn đầu tư của tập đoàn này tính đến tháng 3 năm 2024 là 58 tỷ USD. IFC có tình hình tài chính tốt và nhận được xếp hạng cao nhất (AAA) từ hai tổ chức xếp hạng tín dụng độc lập trong năm 2018.
IFC thuộc quyền sở hữu và quản lý bởi các quốc gia thành viên nhưng có ban lãnh đạo điều hành và nhân viên độc lập để tiến hành các hoạt động kinh doanh. Đây là một tập đoàn có cổ đông là chính phủ các nước thành viên góp vốn và có quyền biểu quyết. Ban đầu, IFC được tích hợp tài chính nhiều với Ngân hàng Thế giới, nhưng sau đó được ủy quyền hoạt động như một đơn vị tự chủ về tài chính và đưa ra các quyết định đầu tư độc lập.

## Lịch sử

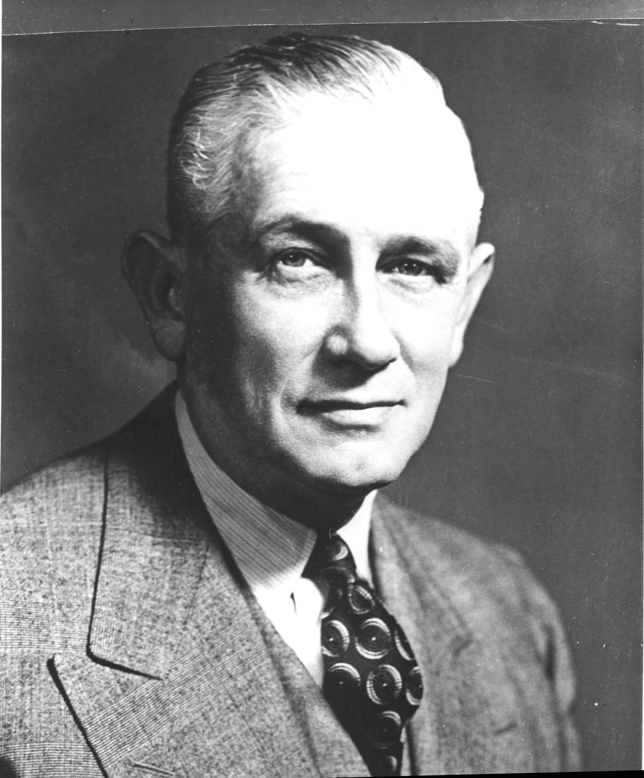
Robert L. Garner (1949)

Ngân hàng Thế giới và Quỹ Tiền tệ Quốc tế (IMF) là kết quả của Hội nghị Bretton Woods năm 1944. Ngân hàng Thế giới, khi đó chỉ bao gồm Ngân hàng Tái thiết và Phát triển Quốc tế, bắt đầu hoạt động vào năm 1946. Robert L. Garner gia nhập Ngân hàng Thế giới vào năm 1947 với tư cách là giám đốc điều hành cấp cao và bày tỏ quan điểm rằng doanh nghiệp tư nhân có thể đóng một vai trò quan trọng trong phát triển quốc tế. Năm 1950, Garner và các đồng nghiệp của ông đề xuất thành lập một tổ chức mới nhằm mục đích thực hiện đầu tư tư nhân ở các nước kém phát triển mà Ngân hàng Thế giới phục vụ. Chính phủ Hoa Kỳ khuyến khích ý tưởng về một tập đoàn quốc tế hợp tác song song với Ngân hàng Thế giới để đầu tư vào các doanh nghiệp tư nhân mà không cần chấp nhận bảo lãnh từ chính phủ, không quản lý các doanh nghiệp đó mà thay vào đó sẽ hợp tác với các nhà đầu tư bên thứ ba. Khi mô tả IFC vào năm 1955, Chủ tịch Ngân hàng Thế giới khi đó là Eugene R. Black nói rằng IFC sẽ chỉ đầu tư vào các công ty tư nhân, thay vì cho các chính phủ vay và sẽ không quản lý trực tiếp các dự án mà nó đầu tư.
IFC được chính thức thành lập vào năm 1956 trên tư cách là nhánh tư nhân của Ngân hàng Thế giới, nhằm thúc đẩy phát triển kinh tế bằng cách đầu tư vào các dự án thương mại và vì lợi nhuận nhằm xoá đói giảm nghèo và thúc đẩy phát triển bền vững. Sứ mệnh của IFC là tạo cơ hội cho người dân thoát nghèo và đạt được mức sống tốt hơn bằng cách huy động các nguồn lực tài chính từ khối doanh nghiệp tư nhân, thúc đẩy tính cạnh tranh của thị trường, hỗ trợ doanh nghiệp và tổ chức kinh tế, đồng thời tạo việc làm và cung cấp các dịch vụ thiết yếu.
Kể từ năm 2009, tập đoàn này tiến hành tập trung vào một loạt mục tiêu phát triển thông qua các dự án trong danh mục đầu tư của IFC, với mục tiêu phát triển chống biến đổi khí hậu, nông nghiệp bền vững, cải thiện y tế và giáo dục, tăng khả năng tiếp cận tài chính cho khách hàng doanh nghiệp và tài chính vi mô, cải thiện cơ sở hạ tầng, và hỗ trợ các doanh nghiệp vừa và nhỏ.